# Karl Josef Ignatz Mosler
Karl Josef Ignatz Mosler, auch Moßler (* 18. Januar 1788 in Koblenz; † 18. Februar 1860 in Düsseldorf), war ein deutscher Maler und Kunsthistoriker.

## Leben

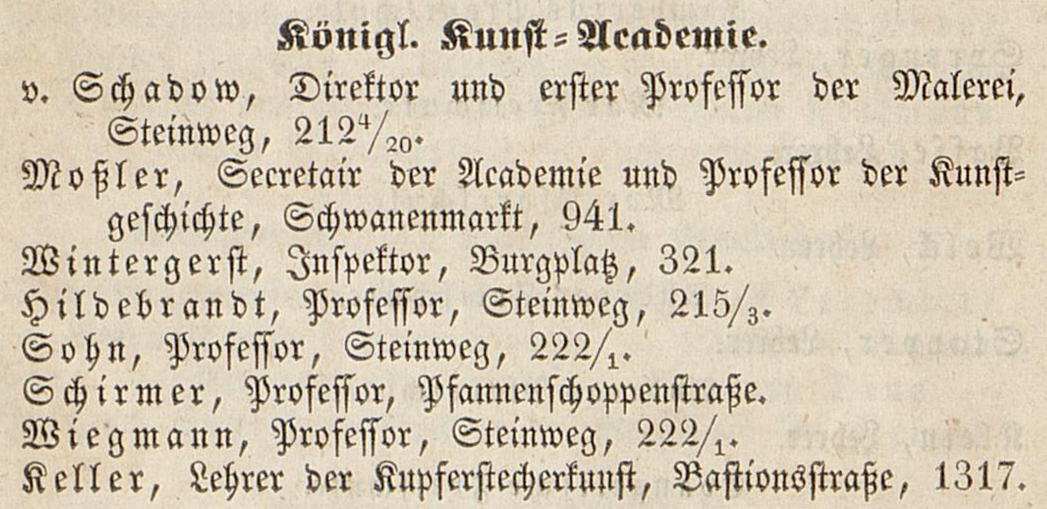
Mosler Sekretär der Akademie und Professor für Kunstgeschichte, Königliche Kunstakademie, 1843

Nach dem Besuch des Koblenzer Gymnasiums war er ab Mai 1804 Schüler an der Kunstakademie Düsseldorf. Ab dem 26. November 1813 studierte er Historienmalerei an der Akademie der Bildenden Künste München. Von 1816 bis 1820 hielt er sich in Italien auf, von Sommer 1816 bis Anfang Oktober 1819 in Rom, wo er am 29. April 1818 Teilnehmer des Festes in der Villa Schultheiß war.
Am 17. Oktober 1821 heiratete er in Koblenz Marie Helene Therese Settegast (≈1787–1826), eine Cousine von Joseph Görres und eine Tante des Malers Joseph Anton Settegast, der später zeitweilig in Düsseldorf sein Schüler war.
Im August 1821 war er nach Düsseldorf gerufen worden und er unterstützte seinen Jugendfreund Peter von Cornelius, der seit 1819 Direktor der Düsseldorfer Kunstakademie war, bei deren Reformierung. Im folgenden Jahre wurde er zum Professor ernannt und war von 1821 bis 1855 Lehrer für Kunstgeschichte, Sekretär und um 1825 bis zum Beginn des Direktorates von Wilhelm Schadow interimistischer Direktor der Akademie. Mosler besaß das Haus Nr. 12 (vormals 941) auf der nördlichen Seite des Schwanenmarktes.
Im Jahr 1829 gehörte er zu den Mitbegründern des Kunstvereins für die Rheinlande und Westfalen und war Mitglied im 1848 gegründeten Künstlerverein Malkasten.
Seine Söhne Dominik Mosler und Heinrich Mosler, aus seiner zweiten Ehe mit Eva Vogt, studierten unter ihm, Karl Ferdinand Sohn und Wilhelm von Schadow an der Akademie und wurden Maler. Der Sohn Nikola Mosler wurde Pfarrer in Boppard und die Tochter Marie Nonne im Orden der Töchter vom heiligen Kreuz.

## Werke
- Der Nibelunge Noth. Heldengedicht des zwölften Jahrhunderts. Studien und ausgewählte Stücke zur Herstellung des ursprünglichen Werkes. Wilhelm Engelmann, Leipzig 1864 (posthum fortgesetzt und veröffentlicht von seinem Sohn, Nikola Mosler, Google Books)
- Museum Ramboux. Nachbildungen zur Vergegenwärtigung der christlichen Malerei in Italien von der frühesten zu der kunstreichsten Epoche bei der Königlichen Kunst-Academie zu Düsseldorf. Voss, Düsseldorf 1851, ULB Tirol, 1851, 119.184
- Verfassungs-Grundsätze des Kunstvereins für die Rheinlande und Westfalen. Düsseldorf 1841